# 新政治中心—吉尔基

以前的聚會標誌

吉尔基是格鲁吉亚的一个政党。它的成立旨在建立一个基于古典自由主义和自由意志主义原则的新型政治中心。吉尔基宣传自己对愿意参与政治的年轻人开放。该党由四名退出前执政党和议会少数党统一民族运动的议员（祖拉布·贾帕瑞兹、Pavle Kublashvili、Goga Khachidze和Giorgi Meladze）成立于2015年11月。党主席是伊亚格·赫维奇亚。吉尔基的名称意为松球，是新鲜和绿色的象征，也与第三只眼和启蒙运动有关。
吉尔基是格鲁吉亚第一个拒绝使用标准政党结构和政治斗争方法的政党，选择Facebook作为其活动的主要中心和交流平台。2016年8月至9月，吉尔基曾短暂成为帕塔·布楚拉德泽的国家为人民选举集团的一员，但在议会选举的11天前退出了该集团，理由是管理方面存在严重问题。
吉尔基主张小型、透明、开放和负责任的政府以及放松对经济的管制。该党的意识形态将个人自由和免受政府干预视为最高终极价值，并认为这些是实现幸福和繁荣的主要先决条件。
该党一直在宣传其工作所依据的理想。吉尔基以各种手段捍卫任何非暴力行为，因为他们认为暴力是正义和不正义行为的唯一道德决定因素，因此，只有存在暴力的情况下政府才有权干预。